# Lucas Black
Lucas Black (Decatur, 29 novembre 1982) è un attore statunitense.
È noto per il suo ruolo di Sean Boswell nel franchise di Fast & Furious.

## Biografia
Figlio di Jan e Larry, Lucas ha un fratello, Lee, e una sorella, Lori, entrambi più grandi di lui. Black è cresciuto a Speake, in Alabama, diplomandosi al liceo nel 2001.

### Carriera
Attore sin dal 1994-1995, quando cominciò con piccole parti in The War e nella serie American Gothic, ricevette un ruolo di primo piano nel 1999 con il film Pazzi in Alabama, affiancando David Morse; da questo momento in poi la sua carriera è in ascesa, prendendo parte a famosissimi sceneggiati, come Jarhead (con Jamie Foxx e Jake Gyllenhaal), fino ad arrivare ad un ruolo da protagonista nel film del 2006 The Fast and the Furious: Tokyo Drift, nella parte di Sean Boswell, ruolo che riprenderà nel film Fast & Furious 7 e nel nono capitolo della saga Fast & Furious 9 - The Fast Saga.
Dal 2014 al 2019, prende parte alla serie televisiva NCIS: New Orleans, nella parte dell'agente speciale Christopher Lasalle.

## Filmografia
- The War, regia di Jon Avnet (1994)
- Lama tagliente (Sling Blade), regia di Billy Bob Thornton (1996)
- L'agguato - Ghosts from the Past (Ghosts of Mississippi), regia di Rob Reiner (1996)
- X-Files - Il film (The X Files), regia di Rob S. Bowman (1998)
- Pazzi in Alabama (Crazy in Alabama), regia di Antonio Banderas (1999)
- Passione ribelle (All the Pretty Horses), regia di Billy Bob Thornton (2000)
- Ritorno a Cold Mountain (Cold Mountain), regia di Anthony Minghella (2003)
- Killer Diller, regia di Tricia Brock (2004)
- Friday Night Lights, regia di Peter Berg (2004)
- Deepwater, regia di David S. Marfield (2005)
- Jarhead, regia di Sam Mendes (2005)
- The Fast and the Furious: Tokyo Drift, regia di Justin Lin (2006)
- The Funeral Party (Get Low), regia di Aaron Schneider (2010)
- Legion, regia di Scott Stewart (2010)
- Seven Days in Utopia, regia di Matthew Dean Russell (2011)
- Promised Land, regia di Gus Van Sant (2012)
- 42 - La vera storia di una leggenda americana (42), regia di Brian Helgeland (2013)
- Fast & Furious 7, regia di James Wan (2015)
- Fast & Furious 9 - The Fast Saga (F9: The Fast Saga), regia di Justin Lin (2021)
- Un eroe sconosciuto (Unsung Hero), regia di Joel Smallbone e Richard L. Ramsey (2024)

### Televisione
- Chicago Hope – serie TV, episodi 3x19 (1997)
- American Gothic – serie TV, 22 episodi (1995-1998)
- Disneyland (The Wonderful World of Disney) – serie TV, episodi 1x13-4x4 (1997-2000)
- Tough Trade, regia di Gavin Hood – film TV (2010)
- NCIS - Unità anticrimine (NCIS: Naval Criminal Investigative Service) – serie TV, 4 episodi (2014-2017)
- NCIS: New Orleans – serie TV, 125 episodi (2014-2019)

## Doppiatori italiani
Nelle versioni in italiano dei suoi film, Lucas Black è stato doppiato da:
- Fabrizio Manfredi in Jarhead, The Fast and the Furious: Tokyo Drift, Legion, Fast & Furious 7, Fast & Furious 9 - The Fast Saga
- Lorenzo De Angelis in Lama tagliente, L'agguato - Ghosts from the Past
- Davide Perino in Pazzi in Alabama, Passioni ribelli
- Paolo Vivio in NCIS - Unità anticrimine, NCIS: New Orleans
- Francesco Pezzulli in Friday Night Lights
- Francesco Bulckaen in Deepwater
- Tatiana Dessi in American Gothic
- Luigi Morville in Ritorno a Cold Mountain
- Stefano Crescentini in Promised Land
- Gabriele Sabatini in 42 - La vera storia di una leggenda americana